# Ochropleura albipuncta
Ochropleura albipuncta là một loài bướm đêm trong họ Noctuidae.